# AGS Asteras Tripolīs
El Athlītikos Gymnastikos Syllogos Asteras Tripolīs (grec: Αθλητικός Γυμναστικός Σύλλογος Αστέρας Τρίπολης), conegut com a Asteras Tripoli (en català "Estel de Trípoli") és un club esportiu grec de la ciutat de Tripoli.

## Història
El club va ser fundat el 26 de març de 1931, però restà inactiu els primers anys d'història. Paral·lelament, Minas Tsavdaris fundà un club anomenat Keramikos. Aquest club mai fou reconegut i el 1938 transferí tots els jugadors a l'encara existent Asteras Tripolis. No obstant, acabada la temporada 1939-40 el club es dissolgué. Acabada la guerra mundial el club renasqué amb el nom Neos Asteras. El 1963 es fusionà amb Aris-Atromitos, esdevenint Athlitikos Omilos Tripolis, però acabà desapareixent el 1968, fusionat amb Arcadikos per formar el Panarkadikos AO. Asteras tornà a néixer el 1978.

## Evolució de l'uniforme
| 2005-06 | 2006-08 | 2007-08 | 2008-09 | 2009-11 |

| 2012-13 | 2013-14 | 2014-15 | 2015-16 | 2016-17 |

## Palmarès
- Segona divisió grega:
  - 2006-07
- Tercera divisió grega:
  - 2005-06
- Quarta divisió grega:
  - 2005
- Campionat d'Arcàdia:

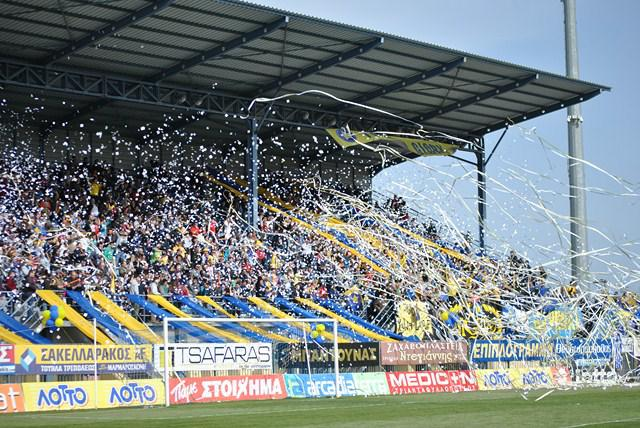
Seguidors a l'estadi

  - 1958, 1959, 1960, 1961, 1962, 1988, 1990, 2003
- Copa d'Arcàdia:
  - 1989, 1990, 2004, 2005